# 馬觀鵬
馬觀鵬（1623年—1646年11月9日（隆武二年十月丙子）），字扶泰，廣州府順德縣人，南明軍事人物。

## 生平
馬觀鵬的早年事蹟不詳，南明年間因消滅賊匪功勞，授與江西參將，鎮守忠誠府，加副總兵，陞任龍虎（或飛虎）將軍。隆武二年（1646年），二十四歲的他請假回鄉娶妻，不久得知清朝軍隊包圍忠誠，有人勸他先觀望戰情再行動，他說：「獲得朝廷俸祿就要做好自己的事，隱忍偷生的話，怎能保持臣子的氣節呢？」於是他突圍入城，十月時忠誠失陷，他和大學士楊廷麟、郭維經，尚書萬元吉，巡撫楊文薦及總兵金吉卿、劉天駟、張定遠、江一鵬等人一同戰死，他的未過門妻子譚氏得知後也為守節而死；清朝追封諡號忠烈。